# Больница святителя Алексия
Центральная клиническая больница Святителя Алексия — многопрофильное медицинское учреждение, находящееся в ведении Русской православной церкви и расположенное в Москве. Основана в 1903 году, имеет филиалы в нескольких регионах России. Медицинская помощь оказывается по программам ОМС и за счёт благотворительных средств.

## История

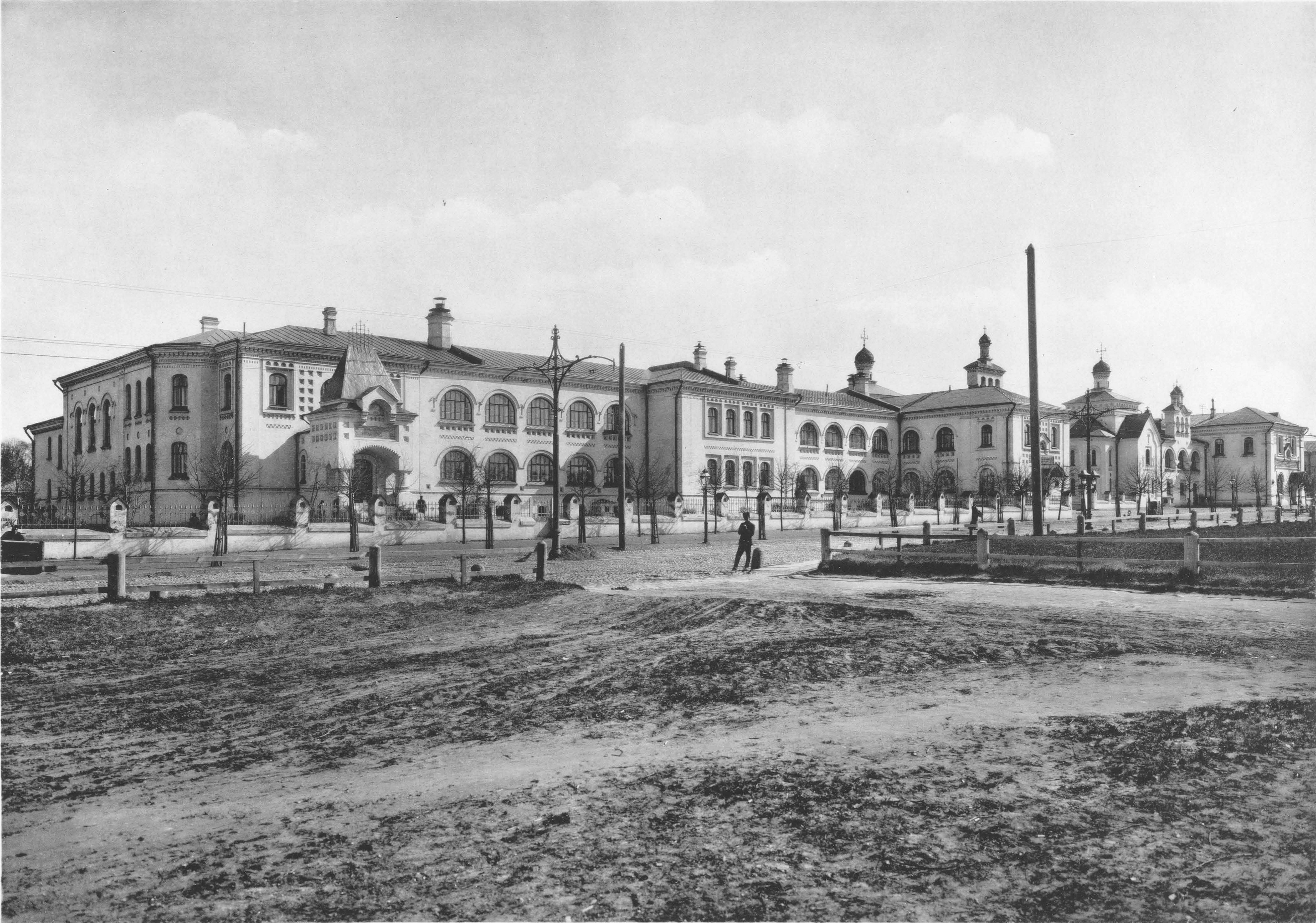
Больница в 1900-е

Больница была построена в 1903 году недалеко от городской границы Москвы. В 1899 году купцы Медведниковы и Рахмановы выделили 2 млн рублей на строительство больницы «для неизлечимых лиц христианского вероисповедания и устройство приюта для идиотов и эпилептиков». Больница принимала тяжёлых и неизлечимых больных, также на территории работала богадельня с двумя домовыми храмами. Автором проекта является архитектор С. У. Соловьёв (при участии архитектора И. М. Рыбина), здание построено в новорусском стиле с преобладанием элементов псково-новгородской архитектуры XII—XVI вв.
В 1923 году храмы были закрыты, в зданиях комплекса базировалась городская больница № 5.
26 мая 1992 года Правительство Москвы приняло решение передать Городскую клиническую больницу № 5 на баланс Московского Патриархата, с тех пор заведение стало называться Центральная клиническая больница святителя Алексия, митрополита Московского, Московской Патриархии Русской Православной Церкви. В 1995 году в больнице было 260 коек для оказания скорой помощи хирургическим, терапевтическим и неврологическим больным. В последние годы в больнице открыты новые подразделения: два неврологических отделения и консультативно-диагностический центр.
В 2004 году городские власти прекратили финансировать больницу.
Кроме больницы, на её территории находятся два больничных храма: святителя Алексия, митрополита Московского, и Тихвинской иконы Божией Матери — Патриаршего подворья (освящены в 1904 году).

## Филиалы
Больница святителя Алексия на данных момент имеет филиалы в следующих городах:
- г. Шуя[3] — Шуйский филиал
- г. Жуковский[4] — Елизаветинский филиал
- г. Переславль-Залесский[5] —  Филиал святителя Луки

## Храмы
На территории больницы находятся два храма и часовня. Построенные в 1903–1904 годах, они были закрыты в советское время и возобновили деятельность после 1992 года.

## Архитектура
Здание больницы построено в стиле модерн с элементами псковско-новгородского зодчества (неорусский стиль). Объект признан памятником культурного наследия народов России.